# کونیو کیتامورا (پزشک)
کونیو کیتامورا ژاپنی: 北村 邦夫 きたむら くにお؛ زادهٔ ۲۳ فوریهٔ ۱۹۵۱) یک پزشک و نویسنده و رئیس انجمن تنظیم خانواده ژاپن از سال ۱۹۸۸ بوده‌است.